# Термиты-жнецы
Термиты-жнецы (лат. Hodotermitidae) — семейство термитов, представитель группы общественных насекомых. Около 20 видов.

## Описание
Средних и достаточно больших для термитов размеров (обычно 10—20 мм). Они являются единственным семейством термитов, где рабочие особи имеют глаза. Солдаты имеют длинные, серповидные челюсти, но в целом по размеру почти сравнимы с обычными рабочими.

## Распространение
Широко распространен в Африке, на Ближнем Востоке и в Индии.

## Биология
Используют недревесные источники пищи, такие как сухая трава и листовой опад. 

## Классификация
- Anacanthotermes Jacobson 1905 — около 10 видов, северная Африка, средняя Азия
  - Туркменский термит — Средняя Азия
- †Carinatermes Krishna & Grimaldi 2000
- Hodotermes Hagen 1853 — 2 вида, Африка
- †Jitermes Ren 1995
- †Meiatermes Lacasa-Ruiz & Martinez-Declos 1986
- Microhodotermes Sjöstedt 1926 — 3 вида
  - Microhodotermes viator (Latreille, 1804)
- †Parotermes Scudder 1883
- †Santonitermes Vrsansky and Aristov 2014
  - †Santonitermes transbaikalicus Vrsansky and Aristov 2014[4]
- †Ulmeriella Meunier 1919
- †Valditermes Jarzembowski 1981
- †Yanjingtermes Ren 1995
- †Yongdingia Ren 1995